# Las aventuras de Snobs
Las aventuras de Snobs (título en inglés Snobs), es una serie de televisión australiana que se emite en varias cadenas.

## Sinopsis
La serie narra las aventuras de tres amigos, Abby, la hija de una tradicional familia de clase alta, Marian, un muchacho que pertenece a un grupo de nómadas modernos conocidos como Ferals; y Snobs, el perro de Marian. Todos ellos viven en una tranquila localidad australiana. La repentina llegada de los Ferals disgusta a una comunidad poco acostumbrada a la minoría, pero Abby y Marian con su optimismo e inocencia superarán todos los obstáculos que prohíben su amistad con la ayuda incondicional de Snobs.

## Reparto
- Duncan- Snobs

- Ross Pirrelli- Marian Freeman

- Indiana Evans- Abby Oakley

- Mathew Waters- Spike

- Ella Roberts- Pia

- Brooke Callaghan- Brooke Bellingham

- Miles Szanto- Sam Keogh

- Alex Hughes- Ryan Grainger

- John Derum- Mr. Alexander

- Anne Burbrook- Mrs. Church

- Samuel Rosek- Charlie Oakley

- Nathy Gaffney- Rachel Oakley

- John Meillon Jr.- Simon Oakley

- Trent Sierra- Banjo Freeman

- Vanessa Steele- Rose Freeman

- Craig Elliott- Tobar Freeman

- Rhonda Doyle- Clarisa Bellingham

- Tim Campbell- Constable Stubbs

- Raphael Dickson- Jason

- Lu Lu- Princesa